# Kostrzyn nad Odrą
Kostrzyn nad Odrą (germană Küstrin) este un oraș în Polonia.
În apropierea orașului se află Zona Specială Economică Słubice-Kostrzyn.
- Listă de orașe din Polonia